# Алтена
Алтена (на немски: Altena) е град в провинция Северен Рейн-Вестфалия, Германия, със 17 595 жители (към 31 декември 2013).
Намира се на река Лене. През Средновековието Алтена е център на Графство Алтена.